# Liliya Shobukhova
Liliya Shobukhova (née le 13 novembre 1977) est une athlète russe spécialiste du demi-fond et du fond.

## Biographie
Elle remporte à trois reprises le Marathon de Chicago (2009, 2010 et 2011) ainsi qu'une fois le Marathon de Londres (2010).

### Dopage et enquête judiciaire
Le 29 avril 2014, Lilya Shobukhova est suspendue deux ans pour dopage (jusqu'à 2016). Tous ses titres ou records lui sont retirés depuis le 9 octobre 2009, y compris ses victoires aux World Marathon Majors. Collaborant avec l'agence mondiale antidopage, sa peine est raccourcie de sept mois en août 2015, mais elle reste interdite à vie des World Marathon Majors.
En 2014, Andreï Baranov dénonce une extorsion dont Shobukhova aurait été la victime : la Fédération russe lui aurait en effet demandé de l'argent pour couvrir les données anormales de son passeport biologique. Une enquête interne sera ouverte par l'IAAF qui aboutira à un scandale international par la dénonciation de la corruption systémique de l'athlétisme russe, et une enquête judiciaire conduira à plusieurs mises en examen, dont celle de l'ancien dirigeant de l'IAAF, Lamine Diack.

### Palmarès
| Année | Compétition                    | Lieu     | Résultat | Épreuve           | Performance    |
| ----- | ------------------------------ | -------- | -------- | ----------------- | -------------- |
| 2002  | Championnats d’Europe en salle | Vienne   | 5e       | 3 000 mètres      | 9 min 02 s 48  |
| 2004  | Jeux olympiques                | Athènes  | 13e      | 5 000 mètres      | 15 min 15 s 64 |
| 2005  | Championnats d’Europe en salle | Madrid   | 5e       | 3 000 mètres      | 8 min 57 s 79  |
| 2005  | Championnats du monde          | Helsinki | 9e       | 5 000 mètres      | 14 min 47 s 07 |
| 2005  | Championnats d’Europe de cross | Tilburg  | 1re      | Cross par équipes | 52 pts         |
| 2006  | Championnats du monde en salle | Moscou   | 2e       | 3 000 m           | 8 min 42 s 18  |
| 2006  | Championnats d’Europe          | Göteborg | 2e       | 5 000 m           | 14 min 56 s 57 |
| 2008  | Jeux olympiques                | Pékin    | 6e       | 5 000 mètres      | 15 min 46 s 62 |
| 2009  | Championnats du monde          | Berlin   | 19e      | 10 000 mètres     | 32 min 42 s 36 |
| 2009  | Marathon de Chicago            | Chicago  | DSQ      | Marathon          |                |
| 2010  | Marathon de Chicago            | Chicago  | DSQ      | Marathon          |                |
| 2010  | Marathon de Londres            | Londres  | DSQ      | Marathon          |                |
| 2011  | Marathon de Chicago            | Chicago  | DSQ      | Marathon          |                |
| 2011  | Marathon de Londres            | Londres  | DSQ      | Marathon          |                |

### Records
Liliya Shobukhova détient les records d'Europe du 3000 mètres en salle, et du 5000 mètres.
| Épreuve       | Performance     | Lieu        | Date            |
| ------------- | --------------- | ----------- | --------------- |
| 1 500 mètres  | 4 min 03 s 78   | Kazan       | 9 juillet 2004  |
| 3 000 mètres  | 8 min 34 s 85   | Toula       | 5 juin 2004     |
| 5 000 mètres  | 14 min 23 s 75  | Kazan       | 19 juillet 2008 |
| 10 000 mètres | 30 min 29 s 36  | Tcheboksary | 23 juillet 2009 |
| Marathon      | 2 h 24 min 24 s | Londres     | 26 avril 2009   |

| Épreuve      | Performance   | Lieu      | Date            |
| ------------ | ------------- | --------- | --------------- |
| 1 500 mètres | 4 min 11 s 26 | Volgograd | 12 février 2005 |
| 3 000 mètres | 8 min 27 s 86 | Moscou    | 17 février 2006 |